# Go West Young Man
Go West Young Man è un film del 1936 diretto da Henry Hathaway.
La commedia Personal Appearance, da cui è tratto il soggetto del film, era andata in scena a Broadway il 17 ottobre 1934, riscuotendo un grande successo e restando in cartellone per un totale di 501 recite.

## Trama
Durante un tour per pubblicizzare il suo film Drifting Lady, Mavis Arden fa tappa a Washington. La star affascina e conquista il suo pubblico presentandosi come una donna dai costumi pudici. In realtà, l'attrice è una donna estremamente volitiva e sexy. Morgan, il suo addetto stampa, contrario alla relazione che Mavis intrattiene con Francis X. Harrigan, un politico candidato al Congresso, avvisa i giornalisti di un incontro a pranzo tra l'attrice e Harrigan che i due vorrebbero discreto e privato. L'intento di Morgan è quello di irritare Harrigan con una pubblicità non voluta che possa metterlo in cattiva luce con i suoi elettori e provocare così un suo allontanamento da Mavis. Davanti alla stampa, l'attrice improvvisa un discorso dove dichiara che il paese ha bisogno di più matrimoni e che quello è l'obiettivo da raggiungere quanto prima.
Dopo che le dichiarazioni di Mavis sono apparse su tutti i giornali, Andy Kelton, un vecchio amico di Harrigan, lo contatta per congratularsi con lui, dicendogli che quella è stata la mossa politica più intelligente di tutta la campagna elettorale, una frase che gli porterà il consenso di ogni ragazza nubile e di ogni zitella del paese. Harrigan, che aveva pensato di confutare le tesi di Mavis, si ricrede e decide di incontrarla ancora alla sua tappa seguente, in Pennsylvania. Qui, però, nei pressi di un paesino, l'auto dell'attrice ha un guasto e lei deve ricorrere al meccanico del posto, che è Bud Norton, il fusto locale. Il ragazzo inalbera dei bicipiti che affascinano Mavis, dimentica a questo punto di Harrigan.
L'attrice prende dimora al The Haven, un piccolo albergo gestito dalla famiglia di Joyce, la fidanzata del meccanico. Costei è preoccupata che Bud possa lasciarla per andarsene a Hollywood con quella famosa attrice, ma sua zia Kate la incita a combattere. Harrigan, intanto, che cerca di mettersi in contatto telefonico con Mavis, sente uno degli operatori parlare di un rapimento e, equivocando, crede che si stia parlando di un rapimento in cui la vittima sarebbe proprio l'attrice. Anche la cameriera di Mavis cade nell'errore e chiama la polizia, indicando nel rapitore Morgan, l'addetto stampa.
Nel frattempo Morgan racconta a Mavis che Joyce è incinta. Già pronta a partirsene con il bel Bud, l'attrice lo scarica dicendogli che la loro è stata solo un'avventura senza seguito, un suo capriccio, permettendogli così di ritornarsene dalla fidanzata. Arriva la polizia per arrestare Morgan e Mavis, venendo a scoprire che la storia della ragazza incinta era solo un trucco del suo agente per farle rompere la relazione con Bud, furibonda con lui che interferisce sempre nelle sue storie, lascia che la polizia lo arresti.
Mavis crede che Morgan faccia così per lavoro, visto che lei, per contratto, non potrebbe sposarsi per cinque anni. Ma, quando Morgan le confessa che ha agito così solo perché è innamorato di lei, i due se ne vanno insieme, con la scorta della polizia.

## Produzione
Il film fu prodotto dalla Emanuel Cohen Productions (con il nome Major Pictures Corp.). Venne girato ai General Service Studios - 1040 N. Las Palmas, Hollywood, Los Angeles

### Canzoni
- On a Typical, Tropical Night, parole di John Burke, musica di Arthur Johnston
- Go West Young Man, parole di John Burke, musica di Arthur Johnston
- I Was Sayin' to the Moon, parole di John Burke, musica di Arthur Johnston

## Distribuzione
Distribuito dalla Paramount Pictures, uscì nelle sale cinematografiche USA il 18 novembre 1936 dopo essere stato presentato in prima il 13 novembre.
Il film rimane tuttora inedito in Italia.